# Agrícola (Tácito)
Agrícola o Agricola (nombre completo en latín: De vita et moribus Iulii Agricolae, lo que se traduce como Sobre la vida y carácter de Julio Agrícola) es un libro escrito por el historiador romano Tácito c. de 98 que relata la vida de Cneo Julio Agrícola, un importante senador y militar de la época y suegro del historiador. Esta obra contiene un breve estudio geográfico y etnográfico de Britania, similar al que Tácito realiza del territorio germano en Germania. El historiador escribe acerca de la libertad de los nativos britones y realiza una desfavorable comparación con la corrupción y la tiranía que reinaban sobre el Imperio; además, la obra contiene datos polémicos que ponen de manifiesto la codicia y la rapacidad romanas.

## Contexto histórico
Tras el asesinato de Domiciano en el año 96, y en medio de la inestabilidad política que conllevaba el cambio de monarca, máxime teniendo en cuenta las circunstancias de su muerte, Tácito se valió de su recién adquirida libertad a la hora de publicar Agricola, su primera obra histórica. Durante el reinado de Domiciano, Agrícola había sido un comandante notable, el más importante de los que se vieron envueltos en la conquista de Britania. El orgulloso tono en que está redactado el escrito recuerda al estilo de los laudationes fúnebres o discursos emitidos en el funeral de los ciudadanos. 

## Contenido
La obra contiene un breve resumen de la carrera pública de Julio Agrícola antes de su nombramiento como gobernador de la provincia de Britania, una detallada narración de la toma del norte de la isla, y, finalmente, un explícito estudio geográfico y etnológico, parecido al que contienen los Comentarii de Bello Gallico de César. El contenido de la obra es tan variado que va más allá de los límites de una simple biografía; asimismo, el estilo narrativo sirve para exaltar la vida de Agrícola.
Tácito exalta la memoria de Agrícola mostrando al lector - durante su periodo como administrador de la provincia de Britania y comandante del ejército - a un hombre que atendía los asuntos estatales con fidelidad, honestidad y competencia, incluso a pesar de hallarse bajo el gobierno del odiado Domiciano. El final de la obra contiene una serie de críticas hacia el emperador y hacia su opresivo régimen. El historiador afirma que su suegro permaneció incorruptible durante toda su vida; caído en desgracia a consecuencia de las manipulaciones del emperador, falleció sin pretender jamás los honores que le correspondían por derecho. Tácito, aunque no hace declaración alguna en cuanto a si la muerte de Agrícola se produjo por causas naturales o si fue una orden procedente de palacio, afirma que tras este fallecimiento circularon rumores por la capital que defendían que Agrícola había sido envenenado por orden del emperador.
Para Tácito, Agrícola constituye el ejemplo de como un hombre debe comportarse en el marco de un gobierno despótico; el historiador defiende que deben evitarse los extremos opuestos del servilismo y de una oposición inútil. Su obra puede considerarse una apología de una gran parte de la clase gobernante: hombres que, tratando de evitar enfrentarse al emperador, colaboraron con la Dinastía Flavia y efectuaron importantes contribuciones a la legislación romana, a la administración provincial, a los proyectos de ampliación de los límites del Imperio y a los de defensa de sus fronteras. No obstante, la obra puede considerarse también como un ruego formulado a los recién restituidos estoicos, con el propósito de que no se opusieran al nuevo régimen Antonino en un momento de enorme inestabilidad política.
Agricola posee un fuerte tono anti-despótico. Tácito contrapone el despotismo del emperador con los méritos de Agrícola: un senador honrado y un renombrado comandante, que se correspondía totalmente con el mos maiorum, literalmente «la costumbre de los ancestros», el mos maiorum constituía el código moral de la época. El escritor afirma implícitamente que, ya que los ciudadanos debían aceptar el Imperio como un mal necesario, los hombres debían preservar su dignidad sin confundir sus propias responsabilidades con los arbitrarios y despóticos caprichos del emperador. Tácito afirma que debía ser un honesto y escrupuloso funcionario, que mantenía su puesto trabajando con tranquilidad y colaborando con el régimen, a la espera de la venida de tiempos mejores en los que se permitiera a un autor escribir con libertad.

## Estilo
La obra mezcla varios estilos y géneros literarios. Es una elegía dentro de una biografía, un laudatio funebris cuyo interior contiene abundante material histórico y etnográfico. Por esta razón, Agricola contiene varias partes escritas en estilos diferentes. El exordium, los discursos y las exposiciones orales finales muestran la enorme influencia que ejerció Cicerón en Tácito, probablemente a consecuencia de su formación retórica. En las partes narrativas y las de carácter etnográfico se mezclan dos modelos estilísticos de la literatura histórica: el de Salustio, con incongruencias, arcaísmos, parataxis y sobriedad, y el de Livio, con un estilo oratorio rico, fluido y dramático.